# Mepsegouw

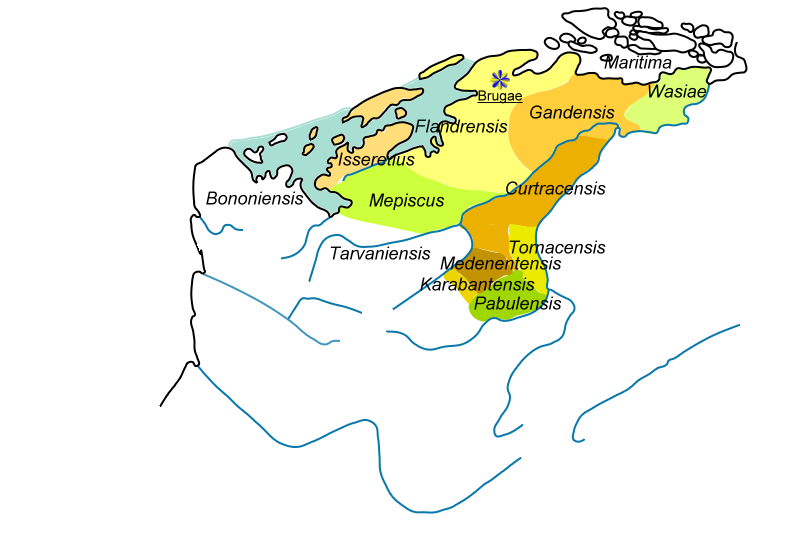
Reconstructie van de gouwen

De Mepsegouw, in de bronnen vermeld als pagus Menpiscus (737) en pagus Mempescus (791), was een gouw in de Frankische tijd.
De hoofdplaats was Castellum Menapiorum (Kassel in het woongebied van de Menapiërs) waarnaar de gouw ook vernoemd was. Ook de omliggende plaatsen Broekburg, Calais, Ardres, Sint-Omaars en Belle behoorden tot de gouw. De abdij van Sint-Bertinus en zijn aanhorigheden vormden kerkelijke enclaves.
In de jaren 880 kwam de gouw onder controle van Boudewijn II van Vlaanderen, maar in 928 gaf Arnulf I van Vlaanderen hem in leen aan Siegfried de Deen. Hierdoor werd de gouw nooit een Vlaamse kasselrij, maar evolueerde hij tot het graafschap Guînes.